# Kruszyna (Przechód)
Kruszyna – część wsi Przechód w Polsce, położona w województwie lubelskim, w powiecie bialskim, w gminie Sosnówka.
W latach 1975–1998 Kruszyna administracyjnie należała do województwa bialskopodlaskiego.